# سیمینه علیا
سیمینه علیا، روستایی از توابع بخش ماهیدشت شهرستان کرمانشاه در استان کرمانشاه ایران است. آرامگاه و محل دفن عارف لرستانی ایران در این روستا قرار دارد. 

## جمعیت
این روستا در دهستان ماهیدشت قرار دارد و بر اساس سرشماری مرکز آمار ایران در سال ۱۳۸۵، جمعیت آن ۲۹۹ نفر (۶۵خانوار) بوده‌است.